# The New Commandment
Pour plus de détails, voir Fiche technique et Distribution.
The New Commandment est un film américain réalisé par Howard Higgin, sorti en 1925.

## Synopsis
Mme Ormsby Parr, une veuve de la haute société qui a enterré trois maris, espère marier sa belle-fille avec Billy Morrow. Elle organise une croisière en Europe avec le père de Billy, au cours de laquelle Billy apprend le complot. Il se rend à terre avec son nouvel ami, Red, un ancien chauffeur de taxi. À Paris, ils rencontrent l'artiste Gaston Picard, fiancé à la comtesse Stoll mais amoureux de son modèle américain, Renée Darcourt. Billy et Renée tombent amoureux, mais il en vient à douter de ses intentions, à cause de sa profession et de ses soupçons envers Picard. La guerre éclate et il s'engage dans la Légion étrangère. Il est blessé et emmené dans un hôpital où Renée est infirmière.

## Fiche technique
- Réalisation : Howard Higgin

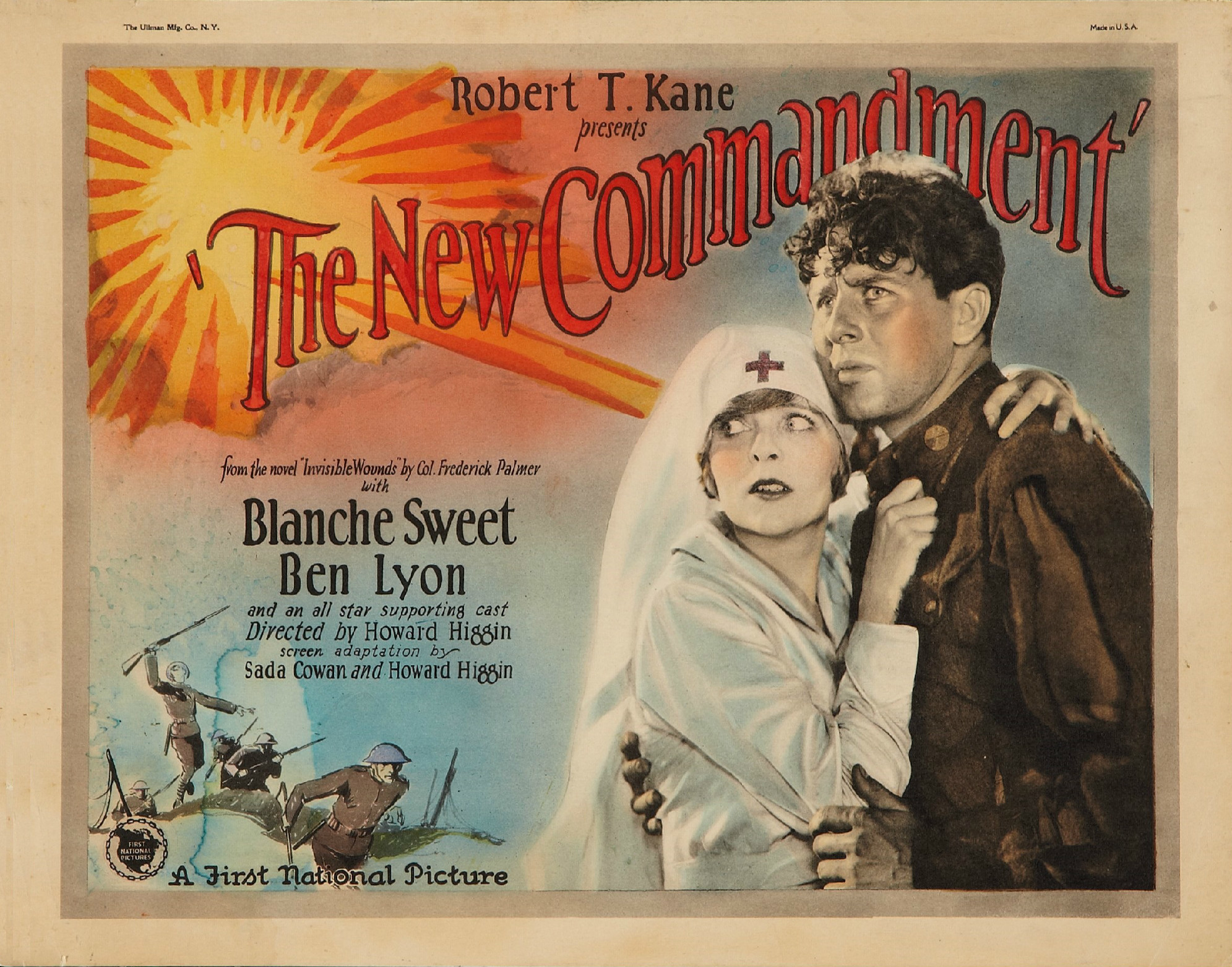
Carte promotionnelle du film.

- Scénario : Sada Cowan, Howard Higgin d'après Invisible Wounds de Frederick Palmer (en)
- Producteur : 	Robert Kane
- Photographie : Ernest Haller
- Montage : Paul F. Maschke
- Genre : Romance[1]
- Production : First National Pictures
- Durée : 70 minutes
- Date de sortie :  1er novembre 1925

## Distribution
- Blanche Sweet : Renee Darcourt
- Ben Lyon : Billy Morrow
- Holbrook Blinn : William Morrow
- Clare Eames : Mrs. Parr
- Effie Shannon : Marquise de la Salle
- Dorothy Cumming : Countess Stoll
- Pedro de Cordoba : Picard
- George Cooper : Red
- Diana Kane : Ethel
- Lucius J. Henderson : Henri Darcourt
- Betty Jewel
- William Powell (non crédité)[2]